# Carolina Liar
Carolina Liar är ett amerikanskt rockband från Los Angeles. Bandets frontman Chad Wolf är ursprungligen från Charleston, South Carolina, medan övriga bandmedlemmar är från Sverige.
Bandet är bäst känt för låten "I'm Not Over" från deras 2008 års debutalbum Coming to Terms, som är producerat av svenska producenten Max Martin.
Låten "Show Me What I'm Looking For" är med i amerikanska serien The Hills avsnitt 19 i säsong 3.

## Bandmedlemmar
Nuvarande medlemmar
- Chad Wolf – sång, gitarr (2006– )
- Johan Carlsson – keyboard (2006– )
- Rickard Göransson – gitarr (2006– )
- Erik Hääger – basgitarr (2006–)
- Peter Karlsson - trummor (2009– )

Tidigare medlemmar
- Jim Almgren Gândara – gitarr (2006–2009)
- Max Grahn – trummor (2006–2009)

## Diskografi
Album
- 2008 – Coming to Terms
- 2011 – Wild Blessed Freedom

Singlar
| År   | Singel                         | Topplisteposition | Topplisteposition | Topplisteposition | Topplisteposition | Album                |
| År   | Singel                         | US                | US Mod.           | US Adult          | Canadian Hot 100  | Album                |
| ---- | ------------------------------ | ----------------- | ----------------- | ----------------- | ----------------- | -------------------- |
| 2008 | "I'm Not Over"                 | 119               | 34                | –                 | –                 | Coming to Terms      |
| 2008 | "Show Me What I'm Looking For" | 67                | 28                | 8                 | –                 | Coming to Terms      |
| 2009 | "Beautiful World"              | –                 | –                 | –                 | –                 | Coming to Terms      |
| 2011 | "Drown"                        | –                 | –                 | 37                | –                 | Wild Blessed Freedom |
| 2012 | "Me and You"                   | –                 | –                 | –                 | –                 | Wild Blessed Freedom |

## Framträdande
- Jimmy Kimmel Live (12 juni 2008)[3]